# Landmaschinenbau Barth
Landmaschinenbau Barth war ein Hersteller von Landmaschinen.

## Geschichte

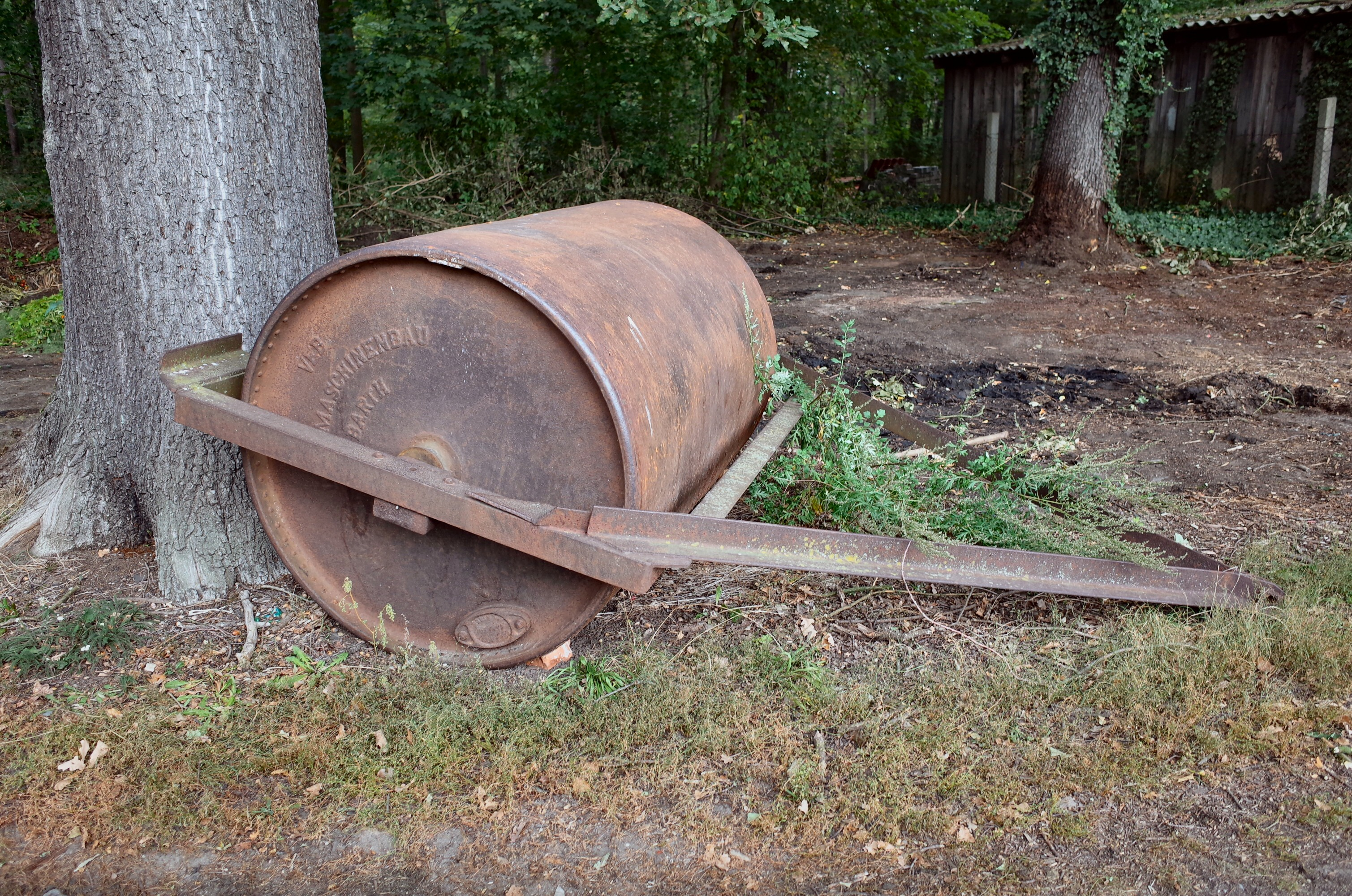
Wiesenwalze vom VEB Landmaschinenbau Barth

Ursprung des Unternehmens war die 1872 gegründete Maschinenfabrik Barth, die 1890 von der Pommerschen Eisengießerei Stralsund übernommen wurde und ab 1925 nur noch eine Filiale dieses Stralsunder Stammwerkes war. Neben der Gießerei waren Landmaschinen bereits in den 1880er Jahren ein Schwerpunkt des Barther Unternehmens. Dazu gehörte die Erfindung des  Schlör’schen Kunstdüngerstreuers von 1884. Düngerstreuer und Drillmaschinen waren auch die Haupterzeugnisse auf dem Gebiet der Landtechnik bis zum Zweiten Weltkrieg.
1945 wurde der Betrieb zunächst stillgelegt und unter Treuhandverwaltung mit der Demontage begonnen. Bereits 1946 hatte die Gießerei den Betrieb wieder aufgenommen und man begann unter dem Unternehmensnamen (Firma) „Landmaschinenfabrik Barth“ mit der Reparatur von Landmaschinen und Traktoren. Bis 1948 gehörte der Betrieb wieder zur Pommerschen Eisengießerei Stralsund. 1948 erfolgte die Zuordnung des in Volkseigentum überführten Betriebes zur VVB Maschinenbau und Metallwaren Mecklenburg. Die Firma änderte sich in VEB Landmaschinenwerke Barth. 1949 wurde mit etwa 200 Beschäftigten die Fertigung von neuen Maschinen begonnen, zu denen Rübenschneider, Häckselmaschinen und später Drillmaschinen und Bodenbearbeitungsgeräte gehörten. Anfang der 1950er Jahre wurde das Unternehmen dem zentral geleiteten Landmaschinenbau (VVB Land-, Bau- und Holzbearbeitungsmaschinen) unterstellt. Ab diesem Zeitpunkt hieß die Firma „VEB Landmaschinenbau Barth“.
In der Folgezeit war der Schwerpunkt die Entwicklung und Fertigung von Mineraldüngerstreuern. Der Betrieb entwickelte sich mit dieser Aufgabe bis Ende der 1960er Jahre auf etwa 850 Beschäftigte. In Verbindung mit der Erweiterung der Schiffbaukapazitäten wurde bereits 1967 entschieden, den Landmaschinenbau Barth ab 1. Januar 1970 diesem Industriezweig zuzuordnen. Die Landmaschinenproduktion wurde Ende der 1960er Jahre schrittweise eingestellt bzw. in andere Betriebe verlagert und das Programm des Unternehmens, das nun den Namen „VEB Schiffsanlagenbau Barth“ führte, auf den Schiffsbau ausgerichtet.

## Erzeugnisse
Anfang der 1950er Jahre umfasste das Produktionsprogramm Rübenschneider und -muser, Stationärhäcksler, Acker- und Wiesenwalzen, Kettendüngerstreuer und Steinschrotmühlen.
Schwerpunkte der Programmerweiterung in den 1950er Jahren waren die Traktor-Anhänge-Tellerdüngerstreuer D010 und D 383 sowie der Aufbaustreuer D 344 für den Geräteträger und die Rübenaufbereitungsmaschine F 146.
In den 1960er Jahren erfolgte der Übergang zu den Schleuderradstreuern. Dazu gehören der Anhängestreuer D 025 und D 027 sowie der Anbaustreuer  D 028. Ein entscheidender Entwicklungsschritt waren die LKW-Aufbaustreuer D 032 und D 035, mit denen der Übergang zur selbstfahrenden Düngungstechnik eingeleitet wurde. Diese Erzeugnisse wurden ab den 1970er Jahren im Landmaschinenbau Güstrow produziert.